# Carretera a Guanajuato Kilómetro Uno
Carretera a Guanajuato Kilómetro Uno är en ort i Mexiko.   Den ligger i kommunen Dolores Hidalgo och delstaten Guanajuato, i den centrala delen av landet, 270 km nordväst om huvudstaden Mexico City. Carretera a Guanajuato Kilómetro Uno ligger 1 931 meter över havet och antalet invånare är 112.
Terrängen runt Carretera a Guanajuato Kilómetro Uno är huvudsakligen platt, men åt sydväst är den kuperad. Runt Carretera a Guanajuato Kilómetro Uno är det ganska tätbefolkat, med 93 invånare per kvadratkilometer. Närmaste större samhälle är Dolores Hidalgo, 1,6 km öster om Carretera a Guanajuato Kilómetro Uno. Trakten runt Carretera a Guanajuato Kilómetro Uno består till största delen av jordbruksmark.